# Calcio Catania 1977-1978
Questa voce raccoglie le informazioni riguardanti il Calcio Catania nelle competizioni ufficiali della stagione 1977-1978.

## Stagione
Nella stagione 1977-1978 dopo la retrocessione in terza serie il presidente catanese Angelo Massimino affida la guida tecnica a Carlo Matteucci buon conoscitore della categoria. Lasciano Catania Bortolo Mutti, Zelico Petrovic e Lorenzo Barlassina. Due gli acquisti, il rientro del portiere Luigi Muraro ed il centrocampista d'esperienza Federico Righi. Il 10 aprile, il giorno dopo la sconfitta (1-0) di Trapani Carlo Matteucci viene esonerato, al suo posto viene richiamato Guido Mazzetti che guiderà gli etnei al primo posto finale. Il Catania ha disputato il girone C della Serie C vincendolo con 52 punti in classifica a pari punti con la Nocerina. Per la promozione si è reso necessario dunque lo spareggio, giocato a Catanzaro il 18 giugno 1978, che ha visto prevalere i campani per (2-1), davanti a quattromila delusi tifosi siciliani.

## Rosa
| N. |                   | Ruolo | Calciatore          |
| -- | ----------------- | ----- | ------------------- |
|    | Italia (bandiera) | D     | Guido Angelozzi     |
|    | Italia (bandiera) | C     | Giovanni Bertini    |
|    | Italia (bandiera) | A     | Pierantonio Bortot  |
|    | Italia (bandiera) | C     | Antonino Cantone    |
|    | Italia (bandiera) | D     | Luigi Chiavaro      |
|    | Italia (bandiera) | D     | Pantaleo De Gennaro |
|    | Italia (bandiera) | A     | Emilio Frigerio     |
|    | Italia (bandiera) | C     | Nicola Fusaro       |
|    | Italia (bandiera) | C     | Giuseppe Giuffrida  |
|    | Italia (bandiera) | A     | Agatino Giustolisi  |

| N. |                   | Ruolo | Calciatore          |
| -- | ----------------- | ----- | ------------------- |
|    | Italia (bandiera) | D     | Domenico Labrocca   |
|    | Italia (bandiera) | D     | Antonino Leonardi   |
|    | Italia (bandiera) | A     | Adelchi Malaman     |
|    | Italia (bandiera) | C     | Damiano Morra       |
|    | Italia (bandiera) | P     | Luigi Muraro        |
|    | Italia (bandiera) | D     | Vinicio Pasin       |
|    | Italia (bandiera) | C     | Federico Righi      |
|    | Italia (bandiera) | A     | Giampietro Spagnolo |
|    | Italia (bandiera) | C     | Domenico Ventura    |

## Risultati

### Serie C girone C

#### Girone di andata
| Arbitro: | Foschi (Forlì) |

|             |           |           |
| Capogna 15’ | Marcatori | 31’ Morra |

| Arbitro: | Falzier (Treviso) |

|                     |           |           |
| Bortot 7’, 23’, 31’ | Marcatori | 56’ Piras |

| Salerno 25 settembre 3ª giornata | Salernitana           | 0 – 0 | Catania | Stadio Donato Vestuti\| Arbitro: \| Ballerini (La Spezia) \| |
| Arbitro:                         | Ballerini (La Spezia) |       |         |                                                              |

| Arbitro: | Simini (Torino) |

|             |           |                |
| Cantone 26’ | Marcatori | 56’ Labellarte |

| Arbitro: | Tani (Livorno) |

|  |           |           |
|  | Marcatori | 65’ Morra |

| Catania 16 ottobre 1977 6ª giornata | Catania               | 0 – 0 | Sorrento | Stadio Cibali\| Arbitro: \| Governa (Alessandria) \| |
| Arbitro:                            | Governa (Alessandria) |       |          |                                                      |

| Arbitro: | Magni (Bergamo) |

|                        |           |                                 |
| Patalano 75’ Umile 85’ | Marcatori | 43’ (aut.) Vermiglio 79’ Fusaro |

| Arbitro: | Sancini (Bologna) |

|              |           |              |
| Labrocca 83’ | Marcatori | 44’ Masiello |

| Arbitro: | Vitali (Bologna) |

|  |           |             |
|  | Marcatori | 23’ Malaman |

| Arbitro: | Patrussi (Arezzo) |

|                                |           |  |
| Frigerio 44’ (rig.) Fusaro 59’ | Marcatori |  |

| Torre del Greco 20 novembre 1977 11ª giornata | Turris             | 0 – 0 | Catania | Stadio Amerigo Liguori\| Arbitro: \| Lanzetti (Viterbo) \| |
| Arbitro:                                      | Lanzetti (Viterbo) |       |         |                                                            |

| Arbitro: | Ballerini (La Spezia) |

|                   |           |  |
| Crippa 22’ (aut.) | Marcatori |  |

| Cava dei Tirreni 4 dicembre 1977 13ª giornata | Pro Cavese        | 0 – 0 | Catania | Stadio Comunale\| Arbitro: \| Falzier (Treviso) \| |
| Arbitro:                                      | Falzier (Treviso) |       |         |                                                    |

| Arbitro: | Materassi (Firenze) |

|             |           |            |
| Latella 52’ | Marcatori | 51’ Bortot |

| Arbitro: | Morganti (Ascoli Piceno) |

|            |           |  |
| Bortot 34’ | Marcatori |  |

| Arbitro: | Parussini (Udine) |

|                    |           |  |
| Ferrari 64’ (rig.) | Marcatori |  |

| Catania 8 gennaio 1978 17ª giornata | Catania         | 0 – 0 | Benevento | Stadio Cibali\| Arbitro: \| Magni (Bergamo) \| |
| Arbitro:                            | Magni (Bergamo) |       |           |                                                |

| Arbitro: | Materassi (Firenze) |

|                         |           |              |
| Bilardi 86’ Zanolla 90’ | Marcatori | 74’ Frigerio |

| Arbitro: | Vitali (Bologna) |

|          |           |  |
| Morra 3’ | Marcatori |  |

#### Girone di ritorno
| Arbitro: | Lanzetti (Viterbo) |

|             |           |  |
| Bertini 87’ | Marcatori |  |

| Arbitro: | Morganti (Ascoli Piceno) |

|  |           |                     |
|  | Marcatori | 33’ (rig.) Frigerio |

| Arbitro: | Manfredini (Pavia) |

|                         |           |                |
| Malaman 15’ Cantone 44’ | Marcatori | 70’ De Tommasi |

| Arbitro: | Patrussi (Arezzo) |

|  |           |              |
|  | Marcatori | 65’ Frigerio |

| Arbitro: | Canesi (Cremona) |

|  |           |             |
|  | Marcatori | 30’ Caiazza |

| Arbitro: | Foschi (Forlì) |

|              |           |  |
| Molinari 40’ | Marcatori |  |

| Arbitro: | Tani (Livorno) |

|                       |           |  |
| Gregorutti 23’ (aut.) | Marcatori |  |

| Arbitro: | Artico (Padova) |

|            |           |             |
| Albano 21’ | Marcatori | 33’ Malaman |

| Arbitro: | Armienti (Bologna) |

|             |           |  |
| Frigerio 3’ | Marcatori |  |

| Arbitro: | Vitali (Bologna) |

|             |           |  |
| Messina 14’ | Marcatori |  |

| Arbitro: | Stilacci (Torino) |

|                             |           |  |
| Bortot 15’, 32’ Malaman 55’ | Marcatori |  |

| Arbitro: | Angelelli (Terni) |

|             |           |           |
| Marullo 84’ | Marcatori | 47’ Morra |

| Arbitro: | Altobelli (Roma) |

|              |           |  |
| Frigerio 68’ | Marcatori |  |

| Arbitro: | Ballerini (La Spezia) |

|           |           |  |
| Morra 31’ | Marcatori |  |

| Nocera Inferiore 14 maggio 1978 34ª giornata | Nocerina           | 0 – 0 | Catania | Stadio San Francesco\| Arbitro: \| Lanzetti (Viterbo) \| |
| Arbitro:                                     | Lanzetti (Viterbo) |       |         |                                                          |

| Arbitro: | Artico (Padova) |

|                        |           |  |
| Spagnolo 56’ Morra 61’ | Marcatori |  |

| Castellammare di Stabia 28 maggio 1978 36ª giornata | Benevento        | 0 – 0 | Catania | Stadio San Marco\| Arbitro: \| Paparesta (Bari) \| |
| Arbitro:                                            | Paparesta (Bari) |       |         |                                                    |

| Arbitro: | Patrussi (Arezzo) |

|                         |           |  |
| Spagnolo 47’ Fusaro 65’ | Marcatori |  |

| Arbitro: | Panzino (Catanzaro) |

|  |           |              |
|  | Marcatori | 29’ Frigerio |

#### Spareggio Promozione
| Arbitro: | Benedetti (Roma) |

|                            |           |           |
| 30’ (rig.) Bozzi 66’ Spada | Marcatori | Bortot 5’ |